# Centralni komite Komunistične partije Jugoslavije
Centralni komite komunistične partije Jugoslavije (kratica CK KPJ) je bil najvišji organ odločanja Komunistične partije Jugoslavije. Generalni sekretar CK KPJ sta bila od leta 1919 do 1937 Filip Filipovič, Sima Markovič, ... Vladimir Čopić, od leta 1937 oziroma 1939/40 do 1980 (po letu 1964 v funkciji predsednika) pa Josip Broz Tito. Na 5. džavni konferenci KPJ v Zagrebu leta 1940 je bil izvoljen CK z 22 člani (5 Slovencev: Edvard Kardelj in Franc Leskošek sta prišla tudi v njegov 7-članski politbiro, Boris Kidrič, Miha Marinko in Vida Tomšič) in 16 kandidati (med njimi vsaj 2 slovenca: Franc Salomon in Miloš Zidanšek).
Centralni komite je bil med kongresi odločilni oz. vsaj fomalno osrednji organ KPJ /ZKJ (na 5. kongresu KPJ 1948 je bilo izvoljenih 63 članov in 42 kandidatov politbiro 9 članov in 4 kandidati), na 6. kongresu, ko je bil preimenovan v CK ZKJ, 109 članov (IK 13 članov), 1958 135 članov (IK 15 članov), 1964 155 članov (IK 19 članov do 1966, ko je bilo izvoljeno namesto Izvršnega komiteja 35-člansko predsedstvo CK) le v obdobju med 9. in 10. kongresom ZKJ 1969-1974 je bil CK ukinjen in namesto njega uvedeno razširjeno (52-člansko) predsedstvo ZKJ ter na novo uvedena konferenca ZKJ, ki je imela del stalno izvoljenih članov, del pa "ad hoc". Na 11. in 12. kongresu 1974 in 1978 je bil izvoljen 188-članski CK (z dosmrtnim predsednikom Titom 189, od 1982 165 članov) in sprva 15-članski Izvršni biro, potem 8-članski IB/IK, ki so ga 1982 zamenjali izvršni sekretarji Predsedstva CK, ki je imelo po 1974 39, po 1982 pa 23 članov). Po letu 1969 se je uveljavilo tudi načelo nacionalne paritete (številčno enake zastopanosti) v sestavi osrednjih organov ZK, in sicer iz 9-ih sestavnih (konstitutivnih) delov ZKJ: 6-ih republiških zvez/organizacij, 2-h pokrajinskih in organizacije ZK v JLA (zadnje 3 so imele sorazmerno manjši delež zastopanosti, predsedniki vseh 9-ih sestavnih delov ZKJ pa so bili člani vodilnih teles (CK oz. njegovega predsedstva) avtomatično, torej "po funkciji" in jih v te organe ni volil kongres ZKJ.
Med vodilnimi člani CK KPJ (oz. kasneje - od 1952 CK ZKJ) so bili tudi številni Slovenci: mdr. Josip Polanec, Viktor Koleša, Dragotin Gustinčič, Lovro Kuhar, Karel Hudomalj, kasneje Franc Leskošek, Miha Marinko in še zlasti Edvard Kardelj, ki so odigrali odločilno vlogo med in po 2. svetovni vojni, ko so dosegli vidnejše položaje v jugoslovanski "partiji" tudi Boris Kidrič, Vida Tomšič (zadnjih 5 naštetih je bilo izvoljeno za člane CK KPJ na 5. državni konferenci - "malem kongresu" KPJ v Zagrebu leta 1940), Boris Ziherl, Boris Kraigher, Ivan Maček, Lidija Šentjurc, po 1969 mdr. Stane Dolanc (sekretar IB predsedtva /IK P CK/ ZKJ 1972-79), Mitja Ribičič (1982/83 predsednik predsedstva CK ZKJ), Roman Albreht, France Popit, Jože Smole, Andrej Marinc, Milan Kučan, Franc Šetinc, Štefan Korošec, Boris Muževič idr.